# Dawala
 (mars 2023).
La mise en forme du texte ne suit pas les recommandations de Wikipédia : il faut le « wikifier ».
Les points d'amélioration suivants sont les cas les plus fréquents. Le détail des points à revoir est peut-être précisé sur la page de discussion.
- Les titres sont pré-formatés par le logiciel. Ils ne sont ni en capitales, ni en gras.
- Le texte ne doit pas être écrit en capitales (les noms de famille non plus), ni en gras, ni en italique, ni en « petit »…
- Le gras n'est utilisé que pour surligner le titre de l'article dans l'introduction, une seule fois.
- L'italique est rarement utilisé : mots en langue étrangère, titres d'œuvres, noms de bateaux, etc.
- Les citations ne sont pas en italique mais en corps de texte normal. Elles sont entourées par des guillemets français : « et ».
- Les listes à puces sont à éviter, des paragraphes rédigés étant largement préférés. Les tableaux sont à réserver à la présentation de données structurées (résultats, etc.).
- Les appels de note de bas de page (petits chiffres en exposant, introduits par l'outil «  Source ») sont à placer entre la fin de phrase et le point final[comme ça].
- Les liens internes (vers d'autres articles de Wikipédia) sont à choisir avec parcimonie. Créez des liens vers des articles approfondissant le sujet. Les termes génériques sans rapport avec le sujet sont à éviter, ainsi que les répétitions de liens vers un même terme.
- Les liens externes sont à placer uniquement dans une section « Liens externes », à la fin de l'article. Ces liens sont à choisir avec parcimonie suivant les règles définies. Si un lien sert de source à l'article, son insertion dans le texte est à faire par les notes de bas de page.
- La présentation des références doit suivre les conventions bibliographiques. Il est recommandé d'utiliser les modèles {{Ouvrage}}, {{Chapitre}}, {{Article}}, {{Lien web}} et/ou {{Bibliographie}}. Le mode d'édition visuel peut mettre en forme automatiquement les références.
- Insérer une infobox (cadre d'informations à droite) n'est pas obligatoire pour parachever la mise en page.

Pour une aide détaillée, merci de consulter Aide:Wikification.
Si vous pensez que ces points ont été résolus, vous pouvez retirer ce bandeau et améliorer la mise en forme d'un autre article.
Dawala de son vrai nom Badiri Diakité, né le 16 septembre 1974 à Paris, est un producteur de musique franco-malien, il est le fondateur du label Wati B qui produit Sexion d'Assaut et 4Keus.

## Biographie
Né à Paris, il est élevé au Mali de sa première à sa onzième année par sa grand-mère peule à Nioro du Sahel, dans la région de Kayes à proximité de la frontière mauritanienne, avant de revenir vivre dans la région parisienne. Lors de son retour en France, il ne parle que le soninké et le bambara, sa passion pour le football contribue alors à son intégration. Il joue en division d'honneur à l'AF Bobigny (club qu'il présida durant un an et demi, jusqu'en 2015).
Après avoir été éducateur sportif dans le 19e arrondissement de Paris, il se lance dans la musique à la fin des années 1990.
Il crée le label indépendant Wati B au début des années 2000, et est le manager actuel d'artistes et groupes de rap tels que Sexion d'Assaut, L'Institut, Intouchable ou encore 4Keus. Il arrive chez Sexion d'Assaut en 2006, succédant au précédent manager Jiba Jiba. En 2001, il sort la mixtape P.S.G Vol.1 (« Pur Son Ghetto ») qui regroupe plusieurs stars du rap telles que Rohff, Oxmo Puccino, le 113 ou encore Ideal J.  Dans ce projet, Dawala se distingue en assumant le rôle de rappeur sur la piste 9, une rare occurrence où il exprime ses compétences dans ce domaine.
P.S.G Vol.2 sort en 2003 au format CD (le volume 1 est sorti en cassettes), dans le même concept que l'ancien. P.S.G Vol.3 sort en 2021.
En 2010, Dawala rencontre P. Diddy pour le remix de Hello Good Morning, chanson de son groupe Diddy-Dirty Money. Le remix sort le 16 août 2010. En 2016, il joue dans le film La Pièce : Les derniers seront les premiers.

## Discographie

### Apparitions
Même si Dawala est très discret, il apparaît dans plusieurs morceaux de rap français :
- Mon rap (Gooki, Intouchable et Dawala)
- Coupé Décalé (Dry (Intouchable), Dawala et Boro Sangui)
- Escro Narko Brako (Celebre Bauza, Dawala et Messy)
- On me tuerai pour mon rap, clip de Rhino Lasdesastre
- La gagne (intouchable, tonton david)

On peut ajouter la piste 9 du projet PSG sortit en 2001 qu'il produit.